# Dersono
Dersono is een bestuurslaag in het regentschap Pacitan van de provincie Oost-Java, Indonesië. Dersono telt 2989 inwoners (volkstelling 2010).